# Neil Perkins
Neil Perkins (2 de agosto de 1979) es un deportista británico que compitió por Inglaterra en boxeo. Ganó una medalla de bronce en el Campeonato Mundial de Boxeo Aficionado de 2005, en el peso wélter.
En febrero de 2008 disputó su primera pelea como profesional. En su carrera profesional tuvo en total 5 combates, con un registro de 4 victorias y una derrota.

## Palmarés internacional
| Representando a Inglaterra |                  |                   |           |
| Campeonato Mundial         |                  |                   |           |
| Año                        | Lugar            | Medalla           | Categoría |
| 2005                       | Mianyang (China) | Medalla de bronce | 69 kg     |